# Доходный дом
Дохо́дный дом — многоквартирный жилой дом, построенный для сдачи квартир в аренду, а также тип архитектурного сооружения, сложившийся в европейских государствах и странах к 1830—1840-м годам.
Квартиры в доходном доме, как правило, сгруппированы вокруг лестничных клеток, коридоров или галерей (галерейный дом) и однородны по планировке. Построенные в конце XIX — начале XX в. доходные дома чаще всего содержали небольшой внутренний двор-колодец, а всё остальное пространство участка, принадлежащего домовладельцу, было занято самим зданием. Под двором-колодцем часто размещались различные хозяйственные помещения такого доходного дома (зданий такого типа особенно много в Санкт-Петербурге, Одессе, Ростове-на-Дону).
Декоративное архитектурное оформление получал лишь парадный фасад, выходящий на улицу. В связи с тем, что жилые пространства были относительно небольшие, уменьшалось и расстояние между осями окон, поэтому для таких домов было характерно вертикальное архитектурное членение фасада.
Доходные дома могли принадлежать как частным лицам, так и различным организациям, ищущим стабильный источник дохода. В Российской империи владельцами доходных домов в числе прочих были учебные заведения, сиротские приюты, монастыри и как коммерческие, так и благотворительные общества. Часто такие дома строили лично для себя состоятельные архитекторы.

## Распространение

### Западная Европа
В качестве своеобразных древних предшественников доходных домов можно рассматривать инсулы — многоэтажные жилые дома с комнатами и квартирами, предназначенными для сдачи внаём. Они появились не ранее III века до н. э. Имели обычно от четырёх до семи этажей, имеются упоминания о восьмиэтажных инсулах. Составляли массовую застройку древнеримских городов.
Страны западной континентальной Европы и Великобритании — это родина доходных домов в том виде, в котором мы привыкли их понимать и видеть сейчас. Классика доходного дома — нижний этаж отведён под торговлю, а верхние этажи под жилые квартиры. При этом, например, в Бельгии доходный дом по внешнему виду, как правило, не выделяется из общего городского ансамбля. В Германии доходные дома очень популярны. Немцев даже называют «нацией арендаторов» — 60 % германцев предпочитают арендовать жилье, а собственное покупать годам к 40. Доходные дома в Германии составляют около 30 % всей недвижимости.

### Белоруссия
Существовали с 1870-х гг. до 1917. С начала XX века строились в 3—5 этажей. Наиболее известные доходные дома в Минске, Могилёве, Витебске и Гомеле. В строительстве принимали участие архитекторы В. Вуколов, Г. Гай, С. Краснопольский и др.

### Россия
До 1917 года в Москве было 800 доходных домов. После революции 1917 года доходные дома подверглись национализации и стали предметом политики по уплотнению, инициированной новой советской властью в виде Моссовета и Петросовета.

#### Москва
До 1917 года в Москве до 40% жилья составляли доходные дома, — обычно чем больше был дом, тем дешевле была аренда квартир в нём. Нередко доходные дома сочетали в себе различные функции. Так, на нижних этажах дома Экономического общества офицеров на Воздвиженке размещались лавки и магазины, выше были конторские помещения, над ними — швейные, портняжные и обувные мастерские, подвал и мансарды были отданы под склады товаров; первый этаж Дома Перло́ва на Мясницкой занимал чайный магазин владельца, а второй и третий — его личные апартаменты и сдававшиеся внаём квартиры. В доходном Доме Московского архитектурного общества все этажи были отданы под квартиры, кроме второго — на нём располагалось правление.
Многие здания дореволюционных доходных домов сохранились до нашего времени: в частности, здания страхового общества «Россия» на Сретенском бульваре. В советское время многие доходные дома были переделаны под коммунальные квартиры.
В 2000-х годах мэрия Москвы решила строить собственные доходные дома. В апреле 2002 года было принято постановление правительства Москвы N 239-ПП «О проведении эксперимента по строительству и эксплуатации в городе Москве доходного дома». В октябре 2003 года первый современный доходный дом в России был введён в эксплуатацию: он состоит из 47 квартир, от 2 до 7 комнат каждая, и 4 офисных помещений.
В конце 2010 года инвестиционная группа компаний ASG начала реализовывать проект по созданию в Москве сети доходных домов бизнес-класса «Рублево-Мякинино», собираясь построить к концу 2011 года в районе станции метро «Мякинино» клубный посёлок и несколько домов с квартирами общей площадью 35 тыс. м². По новой программе Минрегионразвития к 2020 году доля арендного жилья на рынке жилищного строительства должна составить 20 %.
В 2013 году НИиПИ Генплана начал поиск места для пилотного проекта по строительству доходных домов. Дома могут быть построены в одной из 12 точек роста на территории «новой Москвы», в Рублёво-Архангельском, где планируется создание административно-делового центра, или недалеко от «Москва-Сити».
Время окупаемости доходного дома значительно больше, чем время получения разового дохода от продажи.

Идея, безусловно, хорошая. Однако в областном бюджете 2008 года средств на её реализацию пока не предусмотрено. Полагаю, в сегодняшних условиях и частных инвесторов найти трудно — слишком долго построенный «доходный дом» будет окупаться.
— Г. В. Мазаев, первый заместитель министра строительства и ЖКХ Свердловской области

#### Санкт-Петербург
Впервые доходные дома в Санкт-Петербурге появились ещё в XVIII веке, однако в то время здания лишь приспосабливались для этой функции. Целенаправленное строительство доходных домов началось в городе с середины XIX века, — они составляют значительную часть дореволюционной городской застройки. Большая часть доходных домов XIX — начала XX века сохранилась и продолжает использоваться в качестве жилых зданий, часть бывших доходных домов перепрофилирована в административные здания. Существует и небольшое количество современных реализаций.
- Доходный дом Путиловой на Большом проспекте Петроградской стороны
- Доходный дом Первого Российского страхового общества на Каменноостровском проспекте
- Доходный дом Жеребцовой на Дворцовой набережной
- Доходный дом графа Толстого на ул. Рубинштейна
- Доходный дом Лидваль на Каменноостровском проспекте

#### Ростов-на-Дону
На данный момент в Ростове-на-Дону только относящихся к архитектурному наследию сохранилось не менее 50-ти доходных домов. Доходные дома, как и большинство каменных зданий, строилось в Ростове и Нахичевани в конце XIX — начале XX веков. Бывшие доходные дома до сих пор образуют лицо исторической части Ростова-на-Дону — в частности, одно из красивейших зданий города есть Доходный Дом купца Генч-Оглуева, находящийся на центральной улице города Большой Садовой. Интересны и архитектурно значимы для города доходные дома Ширамана, Карапета Чернова, Чирикова и ряд других.

#### Сочи
В Сочи также стали осваивать практику строительства и эксплуатации доходных домов. Это направление пока ново для данного города, но находит всё большее распространение.

### Украина

#### Киев
По подсчетам исследователей на рубеже XIX—XX столетий в Киеве возвели около 850 доходных домов. Большинство доходных домов поставлено на учёт памятников архитектуры.
Среди самых известных — Дом с химерами, построенный архитектором Владиславом Городецким в 1901—1903 гг. в стиле модерн, Дом Гинзбурга, Дом Икскюль-Гильденбанда, Дом Подгорского, Доходный дом Сироткина, Замок Ричарда — Львиное сердце и прочие.
- Доходный дом Гольденберга на ул. Богдана Хмельницкого
- Доходный дом на ул. Саксаганского, 2/34
- Доходный дом Самонова на ул. Богдана Хмельницкого
- Доходный дом Майкапар на ул. Лютеранской
- Усадьба Шампаньера на ул. Богдана Хмельницкого